# Croce Rossa della Guinea Equatoriale

il simbolo della Croce Rossa

La Croce Rossa della Guinea Equatoriale è la società nazionale di Croce Rossa della Repubblica della Guinea Equatoriale (República de Guinea Ecuatorial, in spagnolo), stato dell'Africa centrale.

## Denominazione ufficiale
- Cruz Roja de Guinea Equatorial, in lingua spagnola, primo idioma ufficiale del paese, utilizzato anche per la corrispondenza estera;
- Croix-Rouge de Guinée Équatoriale, in lingua francese, secondo idioma ufficiale della Paese;
- Cruz Vermelha na Guiné Equatorial, in lingua portoghese, terzo idioma ufficiale del Paese;
- Red Cross of Equatorial Guinea (RCEG), in lingua inglese, denominazione utilizzata presso la Federazione;

## Storia
È stata fondata nel 1985, è stata riconosciuta dal CICR nel 1995 ed ammessa nella Federazione nello stesso anno.

## Suddivisioni
L'Associazione copre l'intero territorio grazie ad una rete di sezioni locali, divise in provinciali, distrettuali e municipali.

## Organizzazione
Il Segretario Generale è un dipendente fisso dell'Associazione. Gli amministratori delle sezioni locali sono per la maggior parte volontari non stipendiati.

## Risorse umane
La società impiega 39 dipendenti ed è composta da 4100 membri (nel 1998).

## Attività
La Croce Rossa della Guinea Equatoriale è impegnata nelle seguenti attività:
- Primo soccorso: formazione dei volontari e degli istruttori; la società gestisce alcuni posti di primo soccorso disseminati sul territorio nazionale.
- Educazione sanitaria: svolta dai volontari, ha contribuito al miglioramento delle condizioni sanitarie della comunità.
- Acqua potabile: è una delle priorità della Società, che ha collaborato al miglioramento dell'approvvigionamento idrico nella capitale, Malabo. Tale decisione fu presa sulla base dei frequenti casi di diarrea riscontrati nella città.
- Sociale: la società distribuisce cibo e altri generi di prima necessità ad anziani e disabili; organizza corsi di cucito e alfabetizzazione per le donne, fornisce assistenza ed acqua potabile ai detenuti nel carcere di Malabo.
- Gioventù: il dipartimento giovanile organizza campi, programmi di scambio con Società di Croce Rossa dei paesi vicini e seminari sulle attività del Movimento.
- Sviluppo ed assistenza alle sezioni locali.
- Risorse: la Croce Rossa della Guinea Equatoriale mira a diventare autosufficiente economicamente, per raggiungere questo obbiettivo svolge numerosi programmi di autofinanziamento. Tra questi, l'affitto di appartamenti e locali di proprietà, fornitura di servizi, sponsorizzazioni ed una lotteria.